# 23. ceremonia wręczenia Europejskich Nagród Filmowych
23. ceremonia wręczenia Europejskich Nagród Filmowych miała miejsce 4 grudnia 2010 r. w estońskim Tallinnie. Ogłoszenie nominacji do nagród nastąpiło 6 listopada 2010, podczas Europejskiego Festiwalu Filmowego w Sewilli.
Galę nagród, która odbyła się w Nokia Concert Hall poprowadzili Anke Engelke i Märt Avandi. Engelke była również zeszłoroczną prowadzącą galę Europejskich Nagród Filmowych.
Najwięcej nominacji do Europejskich Nagród Filmowych otrzymał film Romana Polańskiego Autor widmo. Obraz nominowany został w siedmiu kategoriach, w tym dla najlepszego filmu i reżysera, startował również w plebiscycie People’s Choice Award. Na drugim miejscu pod względem liczby nominacji uplasował się nagrodzony Złotym Lwem podczas zeszłorocznego MFF w Wenecji obraz Liban w reżyserii Szemu’ela Ma’oza. Film otrzymał łącznie pięć nominacji. W trzech kategoriach o nagrodę ubiegał się laureat berlińskiego Złotego Niedźwiedzia 2010, film Miód Semiha Kaplanoğlu.
Poza wyżej wymienionymi filmami, w kategorii Najlepszy Europejski Film nominowane zostały również trzy inne filmy. Nagrodzony Oscarem dla najlepszego filmu nieanglojęzycznego hiszpański Sekret jej oczu Juana José Campanelli, francuski Ludzie Boga Xaviera Beauvoisa i niemiecki obraz w reżyserii Fatiha Akina, Soul Kitchen.
Roman Polański otrzymał łącznie trzy nominacje, w tym dla najlepszego reżysera, scenarzysty i dla najlepszego filmu. Dwie nominacje otrzymał film Urszuli Antoniak Nic osobistego, w tym dla najlepszej aktorki − Lotte Verbeek.
O nagrodę w kategorii Najlepszy Europejski Film Krótkometrażowy ubiegał się film Katarzyny Klimkiewicz Hanoi – Warszawa.
Nagroda Prix d'Excellence w roku 2010 została podzielona na dwie osobne kategorie − za najlepszą scenografię i najlepszy montaż.
Najwięcej nagród otrzymał obraz Romana Polańskiego Autor widmo, który otrzymał sześć nagród z siedmiu nominacji. Autor widmo został uznany za najlepszy film, a sam Polański otrzymał dwie nagrody, dla najlepszego reżysera oraz dla najlepszego scenarzysty − tę nagrodę odebrał na spółkę z Robertem Harrisem. Pozostałe nagrody przyznane temu filmowi to: nagroda dla najlepszego aktora, którym okazał się Ewan  McGregor; nagroda za najlepszą muzykę Alexandre Desplata, oraz nagroda dla najlepszego scenografa − Albrechta Konrada.
Dwie nagrody przypadły izraelskiemu filmowi Liban w reżyserii Szemu’ela Ma’oza, który został nagrodzony za najlepsze zdjęcia Giory Bejach oraz otrzymał nagrodę za Europejskie Odkrycie Roku.
Nagrodę dla najlepszej aktorki przyznano Sylvie Testud za jej rolę w filmie Lourdes.
Najlepszym filmem krótkometrażowym uznano polski obraz Katarzyny Klimkiewicz Hanoi-Warszawa. Jest to druga nagroda w tej kategorii z rzędu, którą otrzymują polscy filmowcy − zeszłorocznym laureatem został Marcel Łoziński i jego film Poste restante.

## Laureaci i nominowani
Laureaci nagród wyróżnieni są wytłuszczeniem

### Najlepszy Europejski Film
- // Autor widmo, reż. Roman Polański
  - /// Liban, reż. Szemu’el Ma’oz
  - / Miód, reż. Semih Kaplanoğlu
  -  Ludzie Boga, reż. Xavier Beauvois
  - / Sekret jej oczu, reż. Juan José Campanella
  -  Soul Kitchen, reż. Fatih Akın

### Najlepszy Europejski Reżyser
- Roman Polański − Autor widmo
  -  Olivier Assayas − Carlos
  -  Semih Kaplanoğlu − Miód
  -  Szemu’el Ma’oz − Liban
  -  Paolo Virzì − Coś pięknego

### Najlepsza Europejska Aktorka
- Sylvie Testud − Lourdes
  -  Zrinka Cvitešić − Jej droga
  -  Lesley Manville − Kolejny rok
  -  Sibel Kekilli − Obca
  -  Lotte Verbeek − Nic osobistego

### Najlepszy Europejski Aktor
- Ewan McGregor − Autor widmo
  -  Jakob Cedergren − Submarino
  -  Elio Germano − La nostra vita
  -  George Piştereanu − Jak chcę gwizdać, to gwiżdżę
  -  Luis Tosar − Cela 211

### Najlepszy Europejski Scenarzysta
- Robert Harris i  Roman Polański − Autor widmo
  -  Jorge Guerricaechevarría i Daniel Monzón − Cela 211
  -  Szemu’el Ma’oz − Liban
  -  Radu Mihăileanu − Koncert

### Najlepszy Europejski Operator
- Gijjora Bejach − Liban
  -  Caroline Champetier − Ludzie Boga
  -  Pawieł Kostomarow − Jak spędziłem koniec lata
  -  Barış Özbiçer − Miód

### Najlepszy Europejski Kompozytor
- Alexandre Desplat − Autor widmo
  -  Ales Brezina − Czeski błąd
  -  Pasquale Catalano − Mine vaganti. O miłości i makaronach
  -  Gary Yershon − Kolejny rok

### Najlepszy Europejski Scenograf
- Albrecht Konrad − Autor widmo
  -  Paola Bizzarri i  Luis Ramirez − Ja, Don Giovanni
  -  Markku Pätilä i Jaagup Roomet − Kuszenie świętego Tõnu

### Najlepszy Europejski Montażysta
- Luc Barnier i Marion Monnier − Carlos
  -  Arik Lahaw-Lejbowicz − Liban
  -  Hervé de Luze − Autor widmo

### Najlepszy Europejski Film Animowany
- / Iluzjonista, reż. Sylvain Chomet
  - // Planeta 51, reż. Jorge Blanco
  -  Żółwik Sammy, reż. Ben Stassen

### Europejskie Odkrycie Roku
- Liban – Szemu’el Ma’oz
  -  Obca – Feo Aladag
  -  Nic osobistego – Urszula Antoniak[6]
  -  Podwójna godzina – Giuseppe Capotondi
  -  Jak chcę gwizdać, to gwiżdżę – Florin Șerban

### Najlepszy Europejski Film Dokumentalny – Prix ARTE
- // Tęsknota za światłem – Patricio Guzmán
  - / Armadillo – wojna jest w nas – Janus Metz
  - / Para do życia – Joonas Berghäll i Mika Hotakainen[7]

### Najlepszy Europejski Film Krótkometrażowy – Prix UIPu
- Prix UIP Grimstad:  Hanoi – Warszawa, reż. Katarzyna Klimkiewicz
  - Prix UIP Kraków:  Tussilago – Jonas Odell
  - Prix UIP Berlin:  Venus vs. Me – Nathalie Teirlinck
  - Prix UIP Wenecja:  The External World – David O’Reilly
  - Prix UIP Valladolid:  Ampelmann – Giulio Ricciarelli
  - Prix UIP Angers:  Blijf bij me, weg – Paloma Aguilera Valdebenito
  - Prix UIP Tampere:  Łasica – Miia Tervo
  - Prix UIP Vila do Conde: / Talleres Clandestinos – Catalina Molina
  - Prix UIP Edynburg:  Droga Marii – Anne Milne
  - Prix UIP Sarajewo:  Rendez-vous à Stella-Plage – Shalimar Preuss
  - Prix UIP Drama:  Itt vagyok – Bálint Szimler
  - Prix UIP Cork:  Les Escargots de Joseph – Sophie Roze
  - Prix UIP Ghent:  Amor – Thomas Wangsmo
  - Prix UIP Locarno: / Diarchia – Ferdinando Cito Filomarino
  - Prix UIP Rotterdam:  Ønskebørn – Birgitte Stærmose

### Nagroda Publiczności (People’s Choice Award)
- Mr. Nobody, reż. Jaco Van Dormael
  -  Agora, reż. Alejandro Amenabár
  -  Baaria, reż. Giuseppe Tornatore
  -  Była sobie dziewczyna, reż. Lone Scherfig
  - // Autor widmo, reż. Roman Polański
  - // Millennium: Dziewczyna, która igrała z ogniem, reż. Daniel Alfredson
  -  Kick-Ass, reż. Matthew Vaughn
  -  Mikołajek, reż. Laurent Tirard
  -  Mine vaganti. O miłości i makaronach, reż. Ferzan Özpetek
  -  Soul Kitchen, reż. Fatih Akın

### Europejska Nagroda Filmowa za Całokształt Twórczości
- Bruno Ganz

### Nagroda za Osiągnięcia w Światowej Kinematografii – Prix Screen International
- Gabriel Yared[8]

### Nagroda dla koproducentów – Prix EUROIMAGE
- Zeynep Özbatur (Zeyno Filmproduktion, Turcja)[9]